# Campionat d'escacs de Nova Zelanda
El Campionat d'escacs de Nova Zelanda (en anglès New Zealand Chess Championship) és un torneig d'escacs, organitzat per la Federació d'escacs de Nova Zelanda, per determinar el campió de Nova Zelanda. El primer torneig tingué lloc a Christchurch entre el 19 d'agost i el 4 de setembre de 1879.

## Quadre d'honor
|     | Lloc             | Any     | Guanyador | Guanyadora                              |
| --- | ---------------- | ------- | --- | --------------------------------------- |
| 1   | Christchurch     | 1879    | Henry Hookham |                                         |
| 2   | Christchurch     | 1888/89 | Arthur Ollivier |                                         |
| 3   | Dunedin          | 1890    | Henry Hookham |                                         |
| 4   | Wellington       | 1890/91 | Richard James Barnes |                                         |
| 5   | Auckland         | 1891/92 | Franz Vaughan Siedeberg |                                         |
| 6   | Christchurch     | 1892/93 | Franz Vaughan Siedeberg |                                         |
| 7   | Dunedin          | 1893/94 | Joseph Edwards |                                         |
| 8   | Wellington       | 1894/95 | William MacKay |                                         |
| 9   | Wanganui         | 1895/96 | William Meldrum |                                         |
| 10  | Christchurch     | 1896/97 | Richard James Barnes |                                         |
| 11  | Auckland         | 1897/98 | Richard James Barnes |                                         |
| 12  | Dunedin          | 1898    | Robert Alexander Cleland |                                         |
| 13  | Wellington       | 1900    | William Edward Mason |                                         |
| 14  | Christchurch     | 1901    | David Forsyth |                                         |
| 15  | Auckland         | 1901/02 | Richard James Barnes |                                         |
| 16  | Dunedin          | 1902/03 | John Cresswell Grierson |                                         |
| 17  | Wellington       | 1903/04 | William Edward Mason |                                         |
| 18  | Oamaru           | 1904/05 | Arthur William Oswald Davies |                                         |
| 19  | Auckland         | 1905/06 | Richard James Barnes |                                         |
| 20  | Christchurch     | 1906/07 | William Samuel Viner |                                         |
| 21  | Wellington       | 1908    | Arthur William Oswald Davies |                                         |
| 22  | Dunedin          | 1908/09 | Fedor Kuskof Kelling |                                         |
| 23  | Auckland         | 1909/10 | John Mason |                                         |
| 24  | Timaru           | 1910/11 | William Edward Mason |                                         |
| 25  | Napier           | 1911/12 | William Edward Mason |                                         |
| 26  | Nelson           | 1912/13 | John Cresswell Grierson |                                         |
| 27  | Auckland         | 1913/14 | William Edward Mason |                                         |
| 28  | Christchurch     | 1914/15 | Fedor Kuskof Kelling |                                         |
| 29  | Wellington       | 1919/20 | William Edward Mason |                                         |
| 30  | Dunedin          | 1920/21 | John Dunlop |                                         |
| 31  | Auckland         | 1921/22 | John Dunlop |                                         |
| 32  | Christchurch     | 1922/23 | John Dunlop |                                         |
| 33  | Wellington       | 1923/24 | Spencer Crakanthorp |                                         |
| 34  | Nelson           | 1924/25 | Cecil Purdy |                                         |
| 35  | Dunedin          | 1925/26 | Spencer Crakanthorp |                                         |
| 36  | Auckland         | 1926/27 | Arthur William Oswald Davies |                                         |
| 37  | Christchurch     | 1927/28 | Arthur William Oswald Davies |                                         |
| 38  | Wellington       | 1928/29 | John Angus Erskine |                                         |
| 39  | Wanganui         | 1929/30 | Gunnar Gundersen |                                         |
| 40  | Rotorua          | 1930/31 | Alfred William Gyles |                                         |
| 41  | Napier           | 1931/32 | Gunnar Gundersen |                                         |
| 42  | Auckland         | 1932/33 | Maurice Edward Goldstein |                                         |
| 43  | Dunedin          | 1933/34 | John Dunlop |                                         |
| 44  | Christchurch     | 1934/35 | John Angus Erskine |                                         |
| 45  | Wellington       | 1935/36 | Alfred William Gyles |                                         |
| 46  | Auckland         | 1936/37 | Hedley Roy Abbott |                                         |
| 47  | Dunedin          | 1937/38 | Samuel Hindin |                                         |
| 48  | Wanganui         | 1938/39 | John Dunlop | Mabel Abbott                            |
| 49  | Wellington       | 1939/40 | John Dunlop |                                         |
| 50  | Timaru           | 1940/41 | Philipp Allerhand | E. L. Short                             |
| 51  | Wellington       | 1943/44 | Robert Wade |                                         |
| 52  | Auckland         | 1944/45 | Robert Wade |                                         |
| 53  | Christchurch     | 1945/46 | Tom Lepviikman |                                         |
| 54  | Palmerston North | 1946/47 | Tom Lepviikman |                                         |
| 55  | Dunedin          | 1947/48 | Robert Wade |                                         |
| 56  | Wanganui         | 1948/49 | Alan Edgar Nield |                                         |
| 57  | Auckland         | 1949/50 | Philipp Allerhand |                                         |
| 58  | Christchurch     | 1950/51 | David I. Lynch |                                         |
| 59  | Napier           | 1951/52 | Ortvin Sarapu |                                         |
| 60  | Timaru           | 1952/53 | Ortvin Sarapu |                                         |
| 61  | Wellington       | 1953/54 | Ortvin Sarapu |                                         |
| 62  | Auckland         | 1954/55 | Ortvin Sarapu |                                         |
| 63  | Dunedin          | 1955/56 | Frederick Alexander Foulds |                                         |
| 64  | Wellington       | 1956/57 | Arcadios Feneridis James Rodney Phillips |                                         |
| 65  | Christchurch     | 1957/58 | James Rodney Phillips |                                         |
| 66  | Hamilton         | 1958/59 | Frederick Alexander Foulds Barry C. Menzies |                                         |
| 67  | Dunedin          | 1959/60 | Ortvin Sarapu |                                         |
| 68  | Auckland         | 1960/61 | Ortvin Sarapu |                                         |
| 69  | Wellington       | 1961/62 | Graham G. Haase |                                         |
| 70  | Christchurch     | 1962/63 | Ortvin Sarapu Richard John Sutton |                                         |
| 71  | Auckland         | 1963/64 | Roger A. Court |                                         |
| 72  | Wellington       | 1964/65 | James Rodney Phillips |                                         |
| 73  | Hamilton         | 1965/66 | Ortvin Sarapu |                                         |
| 74  | Christchurch     | 1966/67 | Ortvin Sarapu |                                         |
| 75  | Dunedin          | 1967/68 | Bruce R. Anderson | Marlon McGrath                          |
| 76  | Wellington       | 1968/69 | Bruce R. Anderson Ortvin Sarapu |                                         |
| 77  | Auckland         | 1969/70 | Ortvin Sarapu |                                         |
| 78  | Nelson           | 1970/71 | Richard John Sutton |                                         |
| 79  | Hamilton         | 1971/72 | Richard John Sutton |                                         |
| 80  | Wellington       | 1972/73 | Ortvin Sarapu |                                         |
| 81  | Christchurch     | 1973/74 | Paul Anthony Garbett Ortvin Sarapu |                                         |
| 82  | Dunedin          | 1974/75 | Paul Anthony Garbett |                                         |
| 83  | Upper Hutt       | 1975/76 | Lev Aptekar Murray Chandler Ortvin Sarapu |                                         |
| 84  | North Shore      | 1976/77 | Ortvin Sarapu |                                         |
| 85  | Wellington       | 1977/78 | Craig Laird |                                         |
| 86  | North Shore      | 1978/79 | Ortvin Sarapu | Fenela Foster Winsome Stretch           |
| 87  | Upper Hutt       | 1979/80 | Ewen McGowen Green Ortvin Sarapu Vernon A. Small |                                         |
| 88  | Christchurch     | 1980/81 | Roger I. Nokes Ortvin Sarapu Vernon A. Small | Fenella Foster                          |
| 89  | North Shore      | 1981/82 | Vernon A. Small | Jackie Sievey                           |
| 90  | Dunedin          | 1982/83 | Paul Anthony Garbett David Anderson Gollogly | V. Burndred                             |
| 91  | Auckland         | 1983/84 | Paul Anthony Garbett | Katrine Metge                           |
| 92  | Upper Hutt       | 1984/85 | Vernon A. Small |                                         |
| 93  | Christchurch     | 1985/86 | Adrian J. Lloyd Ortvin Sarapu | Jackie Sievey                           |
| 94  | Wanganui         | 1986/87 | Russell J. Dive |                                         |
| 95  | North Shore      | 1987/88 | Jonathan Sarfati |                                         |
| 96  | Dunedin          | 1988/89 | Paul Anthony Garbett Anthony F. Ker |                                         |
| 97  | Wellington       | 1989/90 | Benjamin Martin Ortvin Sarapu |                                         |
| 98  | Auckland         | 1990/91 | Anthony F. Ker |                                         |
| 99  | Dunedin          | 1991/92 | Martin P. Dreyer | R. Foster                               |
| 100 | Wellington       | 1992/93 | Anthony F. Ker | Vivian Smith R. Foster                  |
| 101 | Invercargill     | 1993/94 | Anthony F. Ker Peter D. McKenzie |                                         |
| 102 | Wanganui         | 1994/95 | Anthony F. Ker | Vivian Smith                            |
| 103 | Wellington       | 1995/96 | Russell J. Dive Martin P. Dreyer Robert W. Smith | Vivian Smith                            |
| 104 | North Shore      | 1996/97 | Alexei Kulashko | W. Ong                                  |
| 105 | Hamilton         | 1997/98 | Alexei Kulashko | Rosaleen Sheeman                        |
| 106 | Dunedin          | 1998/99 | Russell J. Dive | Vivian Smith                            |
| 107 | Auckland         | 1999/00 | Alexei Kulashko | Vivian Smith                            |
| 108 | Waitakere City   | 2000/01 | Scott Wastney | Vivian Smith                            |
| 109 | Christchurch     | 2001/02 | Anthony F. Ker | Eleonora Mikhailik                      |
| 110 | Wanganui         | 2002/03 | Anthony F. Ker | Edith Otene Vivian Smith                |
| 111 | Wellington       | 2003/04 | Anthony F. Ker | Vivian Smith                            |
| 112 | Wanganui         | 2004/05 | Anthony F. Ker | Vivian Smith                            |
|     |                  | 2005    | | Evgenia Charmova                        |
| 113 | Queenstown       | 2006    | Murray Chandler | Sue Maroroa                             |
| 114 | Wanganui         | 2007    | Puchen Wang | Shirley Wu Judy Gao                     |
| 115 | Auckland         | 2008    | Murray Chandler | Natasha Fairley Judy Gao Helen Milligan |
| 116 | Queenstown       | 2009    | Anthony F. Ker | Judy Gao                                |
| 117 | Auckland         | 2010    | Anthony F. Ker | Shirley Wu                              |
| 118 | Auckland         | 2011    | Anthony F. Ker |                                         |
| 119 | Queenstown       | 2012    | Michael V.R. Steadman |                                         |
| 120 | Wellington       | 2013    | Scott Wastney |                                         |
| 121 | Auckland         | 2014    | Puchen Wang |                                         |
| 122 | Auckland         | 2015    | Russell J. Dive Nicholas Croad Ben Hague Paul A Garbett Anthony F. Ker Gino Thornton Robert W. Smith Leonard J McLaren Alexandra Jule Gordon Morell |                                         |
| 123 | Auckland         | 2016    | Alexei Kulashko Michael V.R. Steadman |                                         |
| 124 | Wellington       | 2017    | Scott Watsney |                                         |
| 125 | Palmerston North | 2018    | Russell Dive Alphaeus Ang |                                         |
| 126 | Auckland         | 2019    | Anthony Ker Russell Dive |                                         |
| 127 | Tauranga         | 2020    | Kiril Polishchuk Ben Hague Paul Anthony Garbett Russell Dive                                                                                        |                                         |
| 128 | Palmerston North | 2021    | Nicolas Croad |                                         |
| 129 | Christchurch     | 2022    | Daniel Gong | Vyanla Punsalan                         |
| 130 | Wellington       | 2023    | Daniel Gong | Isabelle Ning                           |
| 131 | Palmerston North | 2024    | Nicolas Croad |                                         |
| 132 | Auckland         | 2025    | Felix Xie | Wanyao Sarah Sun                        |